# 佐賀県道・福岡県道15号佐賀八女線
佐賀県道・福岡県道15号佐賀八女線（さがけんどう・ふくおかけんどう15ごう さがやめせん）は、佐賀県佐賀市から福岡県八女市に至る県道（主要地方道）である。

## 概要
佐賀県佐賀市巨勢町大字牛島から福岡県八女市本村に至る。佐賀市内は国道264号に重複し、実際の路線は神埼市から始まる。国道264号の裏道に相当し、六五郎橋など幅員がやや狭い区間がいくつか存在する。交通量は福岡県側が多く、国道209号交点の上原々向山（かんばらばらむかいやま）交差点と、終点の下福島交差点は朝夕を中心に渋滞しやすい。

### 路線データ
- 起点 : 佐賀県佐賀市巨勢町大字牛島（構口交差点、国道264号上・佐賀県道51号佐賀脊振線起点）
- 終点 : 福岡県八女市本村（下福島交差点、福岡県道96号八女瀬高線交点）

## 歴史
- 1993年（平成5年）5月11日 - 建設省から、県道佐賀八女線が佐賀八女線として主要地方道に指定される[1]。
- 2024年（令和6年）2月25日 - 大清橋の新橋（福岡県久留米市城島町大依 - 三潴町清松）が開通する[2]。

## 路線状況

### 重複区間
- 国道264号（佐賀県佐賀市巨勢町大字牛島・構口交差点（起点） - 神埼市千代田町境原・東原の町交差点）
- 佐賀県道48号佐賀外環状線（佐賀県神埼市千代田町境原・西原の町交差点 - 神埼市千代田町境原・東原の町交差点）
- 佐賀県道211号市武諸富線（佐賀県神埼市千代田町崎村・冠者神社前交差点 - 神埼市千代田町渡瀬）
- 国道385号旧道（佐賀県神埼市千代田町渡瀬 - 神埼市千代田町迎島・大野東交差点）

### 道路施設

#### 橋梁
- 佐賀県
  - 新村橋（三間川、佐賀市、国道264号重複区間内）
  - 巨勢橋（巨勢川、佐賀市、国道264号重複区間内）
  - 道崎橋（焼原川、佐賀市、国道264号重複区間内）
  - 一里塚橋（焼原川、佐賀市、国道264号重複区間内）
  - 川崎橋（中地江川、神埼市）
  - 五反田橋（県営かん排徳富線水、神埼市）
  - 柴尾橋（城原川、神埼市）
  - 千歳橋（田手川、神埼市）
  - 次郎橋（鯰江川、神埼市）
  - 六五郎橋（筑後川、神埼市 - 福岡県久留米市） - 延長450 m、鋼トラス橋。1951年（昭和26年）完成[3]。
- 福岡県
  - 大清橋（山ノ井川、久留米市） - 2024年（令和6年）新橋完成[2]。
  - 島の内橋（山ノ井川、八女市）

### 交通量
平日24時間交通量（平成17年度道路交通センサス）
| 地点                     | 区間                  | 台数  |
| ------------------------ | --------------------- | ----- |
| 神埼市千代田町迎島字迎島 | 六五郎橋西250 m歩道内 | 7,735 |

## 地理

### 通過する自治体
- 佐賀県
  - 佐賀市
  - 神埼市
- 福岡県
  - 久留米市
  - 筑後市
  - 八女市

### 交差する道路
| 交差する道路                                                       | 都道府県名 | 市町村名 | 交差する場所   | 交差する場所                               |
| ------------------------------------------------------------------ | ---------- | -------- | -------------- | ------------------------------------------ |
| 国道264号 重複区間起点 佐賀県道51号佐賀脊振線                      | 佐賀県     | 佐賀市   | 巨勢町大字牛島 | 構口交差点 / 起点                          |
| 佐賀県道333号佐賀環状東線                                          | 佐賀県     | 佐賀市   | 巨勢町大字牛島 | 牛島宿交差点                               |
| 佐賀県道48号佐賀外環状線 重複区間起点                              | 佐賀県     | 神埼市   | 千代田町境原   | 西原の町交差点                             |
| 国道264号 重複区間終点 佐賀県道48号佐賀外環状線 重複区間終点       | 佐賀県     | 神埼市   | 千代田町境原   | 東原の町交差点                             |
| 佐賀県道401号佐賀環状自転車道線                                    | 佐賀県     | 神埼市   | 千代田町用作   |                                            |
| 佐賀県道211号市武諸富線 重複区間起点                               | 佐賀県     | 神埼市   | 千代田町崎村   | 冠者神社前交差点                           |
| 国道385号 / 旧道 重複区間起点 佐賀県道211号市武諸富線 重複区間終点 | 佐賀県     | 神埼市   | 千代田町渡瀬   |                                            |
| 国道385号 / 旧道 重複区間終点 国道385号 / 三田川バイパス           | 佐賀県     | 神埼市   | 千代田町迎島   | 大野北交差点                               |
| 佐賀県道・福岡県道19号諸富西島線                                   | 佐賀県     | 神埼市   | 千代田町迎島   | 六五郎橋西交差点                           |
| 福岡県道47号久留米城島大川線                                       | 福岡県     | 久留米市 | 城島町城島     | 六五郎橋東交差点                           |
| 福岡県道701号城島三潴線                                            | 福岡県     | 久留米市 | 城島町城島     | 城島中町交差点                             |
| 福岡県道710号宮本大川線                                            | 福岡県     | 久留米市 | 三潴町壱町原   | 農協給油所前交差点                         |
| 福岡県道759号壱丁原白口線                                          | 福岡県     | 久留米市 | 三潴町壱町原   |                                            |
| 福岡県道23号久留米柳川線                                           | 福岡県     | 久留米市 | 三潴町玉満     | 玉満交差点                                 |
| 福岡県道761号本村田川線                                            | 福岡県     | 久留米市 | 三潴町西牟田   |                                            |
| 福岡県道762号古賀十八線                                            | 福岡県     | 久留米市 | 三潴町西牟田   |                                            |
| 福岡県道89号瀬高久留米線                                           | 福岡県     | 筑後市   | 大字西牟田     | 西牟田交差点                               |
| 国道209号                                                          | 福岡県     | 筑後市   | 大字熊野       | 上原々向山（かんばらばらむかいやま）交差点 |
| 福岡県道86号久留米筑後線                                           | 福岡県     | 筑後市   | 大字前津       | 欠塚交差点                                 |
| 福岡県道713号唐尾広川線                                            | 福岡県     | 八女市   | 龍ケ原         | 龍ケ原交差点                               |
| 国道442号 / 八女筑後バイパス                                       | 福岡県     | 八女市   | 蒲原           |                                            |
| 福岡県道96号八女瀬高線                                             | 福岡県     | 八女市   | 本村           | 下福島交差点 / 終点                        |

### 交差する鉄道
- 西鉄天神大牟田線
- 鹿児島本線
- 九州新幹線

### 沿線
- モラージュ佐賀
- 神埼市立千代田西部小学校
- 神埼市立千代田東部小学校
- 久留米市立城島小学校
- 福岡県立三潴高等学校
- 西鉄天神大牟田線 犬塚駅
- ゆめタウン八女